# خیابان فتحی شقاقی
خیابان فتحی شقاقی با شماره‌گذاری معابر خیابان ۴۸۴ تهران یکی از خیابان‌های تهران است که در مناطق منطقه ۶ شهرداری تهران واقع شده است و جهت شرقی-غربی دارد. خیابان فتحی شقاقی از شرق، از خیابان ولی‌عصر شروع شده و در غرب به بزرگراه گمنام ختم می‌شود. نام این خیابان برگرفته از نام فتحی شقاقی، دبیرکل سابق جهاد اسلامی فلسطین است.